# Apple Newton
Newton là một loạt các thiết bị hỗ trợ kỹ thuật số cá nhân (PDA) được Apple Computer, Inc. phát triển và tiếp thị. Là một thiết bị ban đầu trong danh mục PDA - Newton bắt nguồn từ thuật ngữ "thiết bị hỗ trợ kỹ thuật số cá nhân" - đây là thiết bị đầu tiên có tính năng nhận dạng chữ viết tay. Apple bắt đầu phát triển nền tảng vào năm 1987 và xuất xưởng các thiết bị đầu tiên vào năm 1993. Sản xuất chính thức kết thúc vào ngày 27 tháng 2 năm 1998. Các thiết bị Newton chạy trên một hệ điều hành độc quyền, Newton OS; ví dụ bao gồm dòng MessagePad của Apple và eMate 300 và các công ty khác cũng phát hành các thiết bị chạy trên hệ điều hành Newton. Hầu hết các thiết bị Newton đều dựa trên bộ xử lý ARM 610 RISC và tất cả các đầu vào dựa trên chữ viết tay.
Newton được coi là một đổi mới công nghệ khi ra mắt, nhưng sự kết hợp của nhiều yếu tố, một số trong đó bao gồm giá cao và các vấn đề ban đầu với tính năng nhận dạng chữ viết tay, đã hạn chế doanh số của nó. Apple đã hủy bỏ nền tảng này theo lệnh của Steve Jobs, sau khi ông trở lại Apple, vào năm 1998.